# Milivoje Novaković
Milivoje Novaković (n. 18 mai 1979) este un fotbalist sloven.

## Statistici
| Slovenia | Slovenia | Slovenia |
| An       | Meciuri  | Goluri   |
| -------- | -------- | -------- |
| 2006     | 8        | 4        |
| 2007     | 9        | 1        |
| 2008     | 9        | 6        |
| 2009     | 10       | 2        |
| 2010     | 11       | 5        |
| 2011     | 7        | 1        |
| 2012     | 0        | 0        |
| 2013     | 7        | 6        |
| 2014     | 6        | 3        |
| 2015     |          |          |
| Total    | 67       | 28       |